# Цзянхань
Цзянха́нь (кит. упр. 江汉, пиньинь Jiānghàn) — район городского подчинения города субпровинциального значения Ухань провинции Хубэй (КНР). Название района отражает тот факт, что на его территории в реку Чанцзян (Янцзы) впадает река Ханьшуй.

## История
В XV веке река Ханьшуй сменила русло и стала впадать в Янцзы в новом месте. На северном берегу нового русла реки стал быстро развиваться посёлок Ханькоу (汉口镇) уезда Ханьян (汉阳县) Ханьянской управы (汉阳府). В первой половине XVI века на территории современного района располагался аппарат начальника полиции уезда (巡检司). В середине XVIII века Ханькоу был разделён на четыре квартала, и на территории современного района располагался квартал Сюньли (循礼坊).
В 1899 году хугуанский наместник (湖广总督) Чжан Чжидун решил изменить схему администрирования территории, и в этих местах был образован Сякоуский комиссариат (夏口厅). После Синьхайской революции в Китае была проведена реформа структуры административного деления, в ходе которой комиссариаты были преобразованы в обычные уезды — так в 1912 году появился уезд Сякоу (夏口县). В 1926 году уезд Сякоу был расформирован, а вместо него был образован город Ханькоу (汉口市).
После образования КНР Учан, Ханьян и Ханькоу были объединены в город Ухань, а в этих местах был образован район № 3 города Ухань. В 1952 году район № 3 вместо номера получил название — «Цзянхань».

## Административное деление
Район делится на 13 уличных комитетов.